# Прусиня (присілок)
Прусиня (рос. Прусыня) — присілок у Волховському районі Ленінградської області Російської Федерації.
Населення становить 12 осіб. Належить до муніципального утворення Бережковське сільське поселення.

## Історія
Згідно із законом № 56-оз від 6 вересня 2004 року належить до муніципального утворення Бережковське сільське поселення.

## Населення
| 1838 | 1862 | 1997 | 2007 | 2010 | 2017 |
| ---- | ---- | ---- | ---- | ---- | ---- |
| 150  | ↗190 | ↘31  | ↘14  | ↘10  | ↗12  |